# Zentralkroatien
Als Zentralkroatien, Mittelkroatien (kroatisch središnja Hrvatska), Kernkroatien, Hoch-Kroatien oder auch Alt-Kroatien wird in etwa das Gebiet des heutigen Kroatien ohne die Regionen Istrien, Dalmatien und Slawonien bezeichnet. Dieses Gebiet bildet das Herzstück des Landes und ist sowohl historisch als auch kulturell von großer Bedeutung.
Es umfasst das Kroatische Küstenland (Hrvatsko primorje), die Dinarische Gebirgsregion (Kordun, Lika, Gorski kotar usw.), die Hauptstadt Zagreb mit dem Medvednica-Gebirge (Hrvatsko Prigorje), das kroatische Bergland (Hrvatsko zagorje) und das kroatische Murland (Međimurje).Die Landschaft ist vielfältig und reicht von hohen Gebirgen und dichten Wäldern bis zu fruchtbaren Ebenen und Flusstälern. Die Hauptstadt Zagreb ist nicht nur das politische, sondern auch das kulturelle und wirtschaftliche Zentrum Kroatiens. Sie zeichnet sich durch ihre historische Altstadt, zahlreiche Museen, Theater und ein lebendiges Nachtleben aus. Weitere bedeutende Städte in der Region sind Karlovac, bekannt für seine sternförmige Festung, Varaždin mit seiner barocken Architektur und Čakovec in Međimurje.
Die Geschichte Zentralkroatiens spiegelt im Wesentlichen die Geschichte des gesamten Landes wider. Als Kerngebiet des mittelalterlichen Königreichs Kroatien war es Schauplatz wichtiger historischer Ereignisse, darunter Kämpfe gegen osmanische Eroberungsversuche und die Integration in die Habsburgermonarchie. Im 20. Jahrhundert war die Region Teil Jugoslawiens, bevor Kroatien 1991 seine Unabhängigkeit erlangte.
Kulturell ist Zentralkroatien reich an Traditionen und Brauchtum. Die Region ist bekannt für ihre Volksmusik, Tänze und traditionellen Trachten. Feste wie das Špancirfest in Varaždin oder das International Folklore Festival in Zagreb ziehen jährlich zahlreiche Besucher an und zeugen von der lebendigen Kultur.
Wirtschaftlich ist die Region gut entwickelt. Neben der Hauptstadt Zagreb, die ein wichtiger Wirtschaftsstandort ist, spielt auch die Landwirtschaft eine bedeutende Rolle, insbesondere in den fruchtbaren Gebieten von Međimurje und dem Zagreber Umland. Der Tourismus gewinnt zunehmend an Bedeutung, mit Attraktionen wie dem Nationalpark Plitvicer Seen, der zum UNESCO-Welterbe gehört, und dem Naturpark Medvednica.
Touristisch bietet Zentralkroatien eine Vielzahl von Möglichkeiten. Von historischen Städten und kulturellen Veranstaltungen über Outdoor-Aktivitäten in den Gebirgsregionen bis hin zu kulinarischen Erlebnissen mit regionalen Spezialitäten ist für jeden etwas dabei.
Die Geschichte Zentralkroatiens entspricht im Wesentlichen der Geschichte Kroatiens.